# Gamjatang
Il gamjatang (감자탕?, 甘藷湯?, kamjat'angMR; pronuncia: kam.dʑa.tʰaŋ) è un piatto tipico coreano originario della soppressa provincia di Jeolla.

## Preparazione
Si tratta di una zuppa piccante fatta con vertebre di maiale, patate, ugeoji (foglie esterne di cavolo), peperoncino, semi macinati e foglie di perilla, cipollotti, aglio e altri condimenti come cipolle, pepe, zenzero e vino di riso cheongju. La preparazione inizia tagliando le vertebre in pezzi più piccoli e mettendole a bagno per una notte in acqua fredda affinché spurghino del sangue, dopodiché vengono bollite per 5-6 ore. L'acqua della prima cottura viene gettata e sostituita, e le ossa continuano a cuocere per un'altra ora insieme ai condimenti, ripulendo regolarmente la superficie dalle impurità fino a ottenere un brodo trasparente. In una nuova pentola si aggiungono quindi le vertebre bollite e le patate tagliate a cubetti, si versa il brodo e si porta a ebollizione a fuoco alto. Quando le patate sono cotte e la quantità di brodo si è dimezzata, si abbassa il fuoco e si aggiunge una salsa a base di peperoncino in polvere, aglio tritato, zenzero, salsa di soia scura, alcol, sale e pepe in polvere. Il piatto viene completato poco prima di essere servito con cavolo napa, ugeoji, foglie di perilla, sujebi di patate, semi di perilla in polvere e cipollotti.

## Consumo
Il gamjatang viene servito ad ogni pasto: al mattino come cura per la sbronza, come piatto principale in estate e in inverno, come spuntino notturno e in accompagnamento alle bevande. È a volte affiancato da una ciotola di riso caldo.

## Storia
L'origine del piatto viene fatta risalire al periodo dei Tre regni di Corea, e la località in cui nacque fu la provincia del Jeolla, una regione principalmente agricola in cui l'allevamento di suini era molto più diffuso che nelle altre aree circostanti, dove si allevavano invece bovini. Benché le mucche fossero un piatto più ricco e prelibato, i suini erano più economici come allevamento e fornivano ugualmente un significativo apporto di carne per l'alimentazione. Sebbene gamja significhi comunemente "patata", il nome del gamjatang origina da un suo significato meno diffuso, quello di "midollo spinale".
Il gamjatang era un modo per utilizzare tutte le parti del maiale macellato, comprese quelle di scarto. Inoltre, questo piatto completo era un alimento che, sebbene economico, consentiva un buon apporto di grassi e proteine.
La grande diffusione del gamjatang in tutta la Corea si ebbe verso la fine dell'Ottocento, con l'emigrazione di molti lavoratori dalla regione povera di Jeolla verso Incheon per l'apertura del suo porto e della ferrovia Gyeongui.
Oggi il gamjatang è considerato uno dei piatti tipici della cultura coreana.